# Список латинських патріархів Єрусалима
Латинський патріарх Єрусалиму — прелат, єпископською кафедрою якого є Латинський патріархат Єрусалиму, який охоплює території Ізраїлю, Палестини, Кіпру та Йорданії.

## Історія

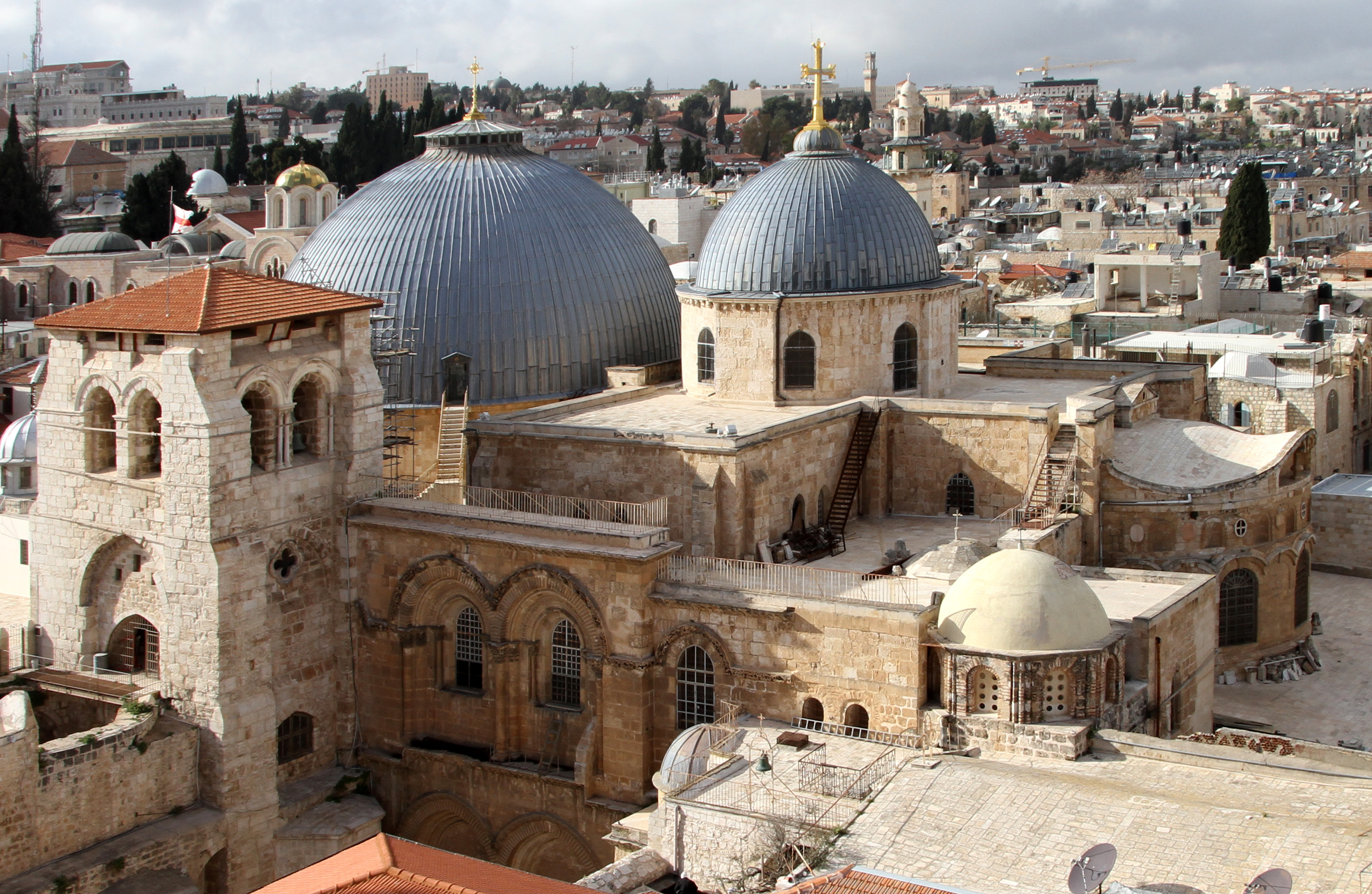
Храм Гробу Господнього в Єрусалимі — офіційне місце розташування латинського патрархату Єрусалиму

Після захоплення Єрусалима хрестоносцями в 1099 році, була створена нова релігійна структура — Латинський патріархат Єрусалима, який мав доповнювати тимчасову структуру — Єрусалимське королівство.
Титул Єрусалимського патріарха (з 1099 року) є найстарішим серед латинських патріархів і це єдиний титул серед церков, що підпорядковуються Конгрегації Східних Церков, який посідає єпископ Римо-католицької церкви. Патріарх Єрусалиму не очолює окрему Церкву свого права (sui iuris), а радше є єпископом Римо-католицької церкви із постійним привілеєм носити почесний титул патріарха, подібно до патріархів Венеції, Лісабона та Ост-Індії.
Згідно зі статутом, латинський патріарх Єрусалиму є Великим магістром Єрусалимського Ордену Святого Гробу Господнього. Патріарх є також членом Ради Східних Католицьких патріархів.
Нині латинський патріарх Єрусалима — єпархіальний єпископ католиків латинського обряду на Святій землі, включаючи Йорданію та Кіпр. Латинський Патріарх Єрусалиму виконує свої функції в Патріархаті, який нараховує 67 парафій з паствою, яка в 2018 році налічувала 313 тисяч прихожан.

## Кафедра

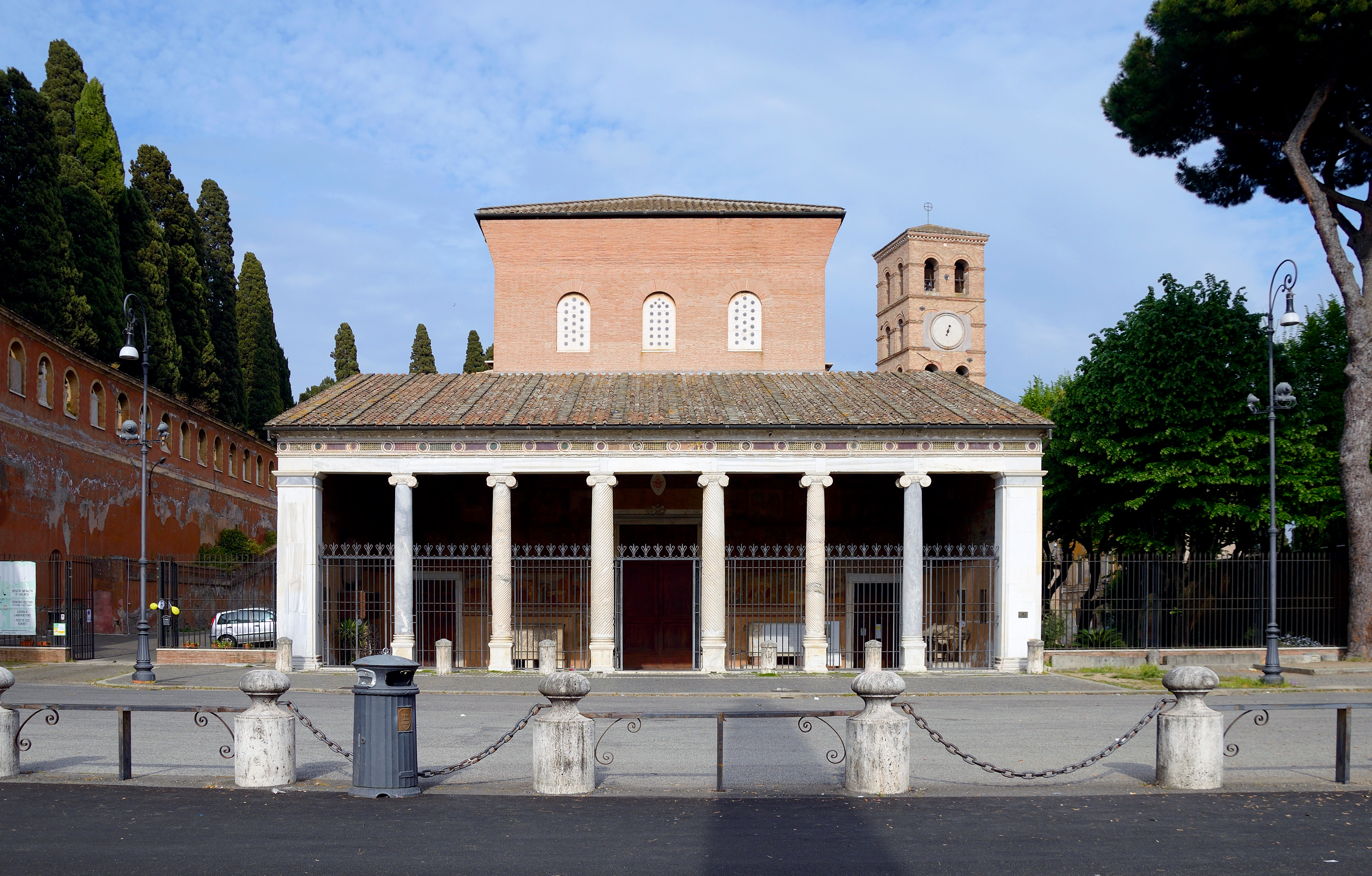
Базиліка Святого Лаврентія за мурами, резиденція латинського патріарха Єрусалиму в Римі з 1374 по 1847 рік

В 1187 році, після втрати хрестоносцями Єрусалиму, патріарша кафедра була переміщена в нову столицю королівства Сен-Жак-д'Акр. 1291 року, після втрати хрестоносцями Акри — на Кіпр. Після розгрому Кіпрського королівства у війні з генуезцями і взяття в полон кіпрського короля П'єра II де Лузіньян, латинський патріарх відмовився залишатись на Кіпрі і в 1374 році кафедра була перенесена в Рим, де перебувала протягом 1374—1847 років.
В Римі резиденція патріарха Єрусалиму містилась в Базиліці Святого Лаврентія за мурами і до 1847 року призначались лише почесні патріархи, які не керували якоюсь церковною структурою. 23 липня 1847 папа Пій IX  опублікував Апостольське послання про відновлення Латинського Патріархату Єрусалима. Титул латинський патріарх Єрусалима було відновлено як чинний пост для єпископа Джузеппе Валерги.

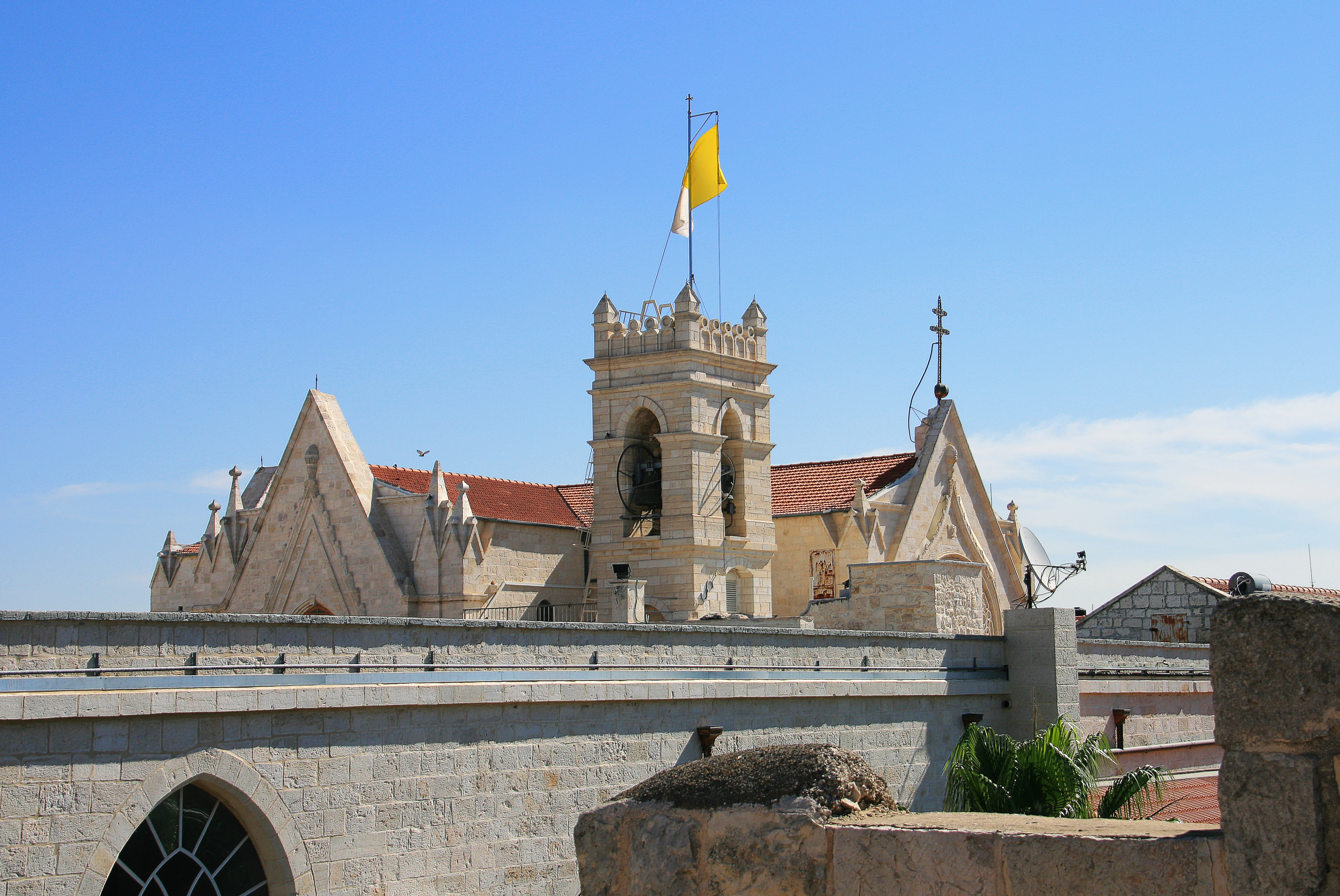
Співкафедральний Собор Пресвятого Імені Ісуса в Єрусалимі

17 січня 1848 року латинського патріарх урочисто в'їхав до Єрусалиму і з цього часу офіційним місцем розташування кафедри латинської патріархії Єрусалиму знову є Храм Гробу Господнього. Кафедра латинського патріарха Єрусалиму розташована в співкафедральному Соборі Найсвятішого Імені Ісуса (кафедральний собор, де знаходиться катедра патріарха, але не патріархії), будівництво якого відбувалось у 1862—1872 роках. Собор є частиною комплексу будівель Латинського патріархату Єрусалима і фактично єпископською церквою Єрусалимського патріарха. Однак з історичних причин, офіційним кафедральним собором Католицької церкви в Єрусалимі вважається Храм Гробу Господнього. 
З моменту заснування патріархату в XI столітті було 86 титулярних патріархів. Першим з них був Арнульф Шокський, обраний патріархом в 1099 році. Від червня 2016, коли у відставку у зв'язку з досягненням 75-річного віку подав патріарх Фуад Туаль, пост патріарха вакантний. Апостольським адміністратором патріархату є архієпископ П'єрбаттіста Піццабалла O.F.M., призначений 24 червня 2016 р. Папою Франциском.

## Список Патріархів Єрусалимських латинського обряду
- Арнульф Шокський (1099);
- Дагоберт Пізанський (1099–1102);
- Еремар (1102);

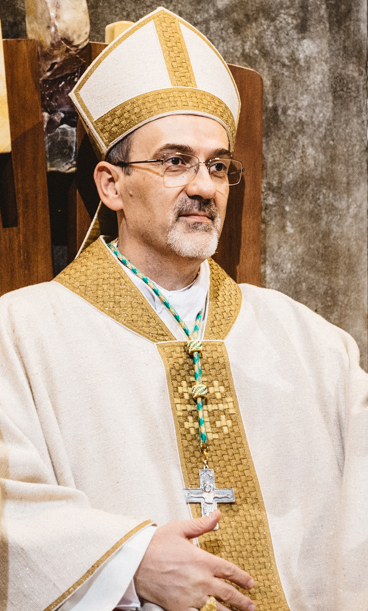
Архієпископ П'єрбаттіста Піццабалла, латинський патріарх Єрусалима з 2020 року

- Дагоберт Пізанський (відновлений) (1102–1107);
- Гіббелен Арльський (1107–1112);
- Арнульф Шокський (відновлений) (1112–1119);
- Гармонд з Пікіньї (1119–1128);
- Стефан (1128–1130);
- Вільям I Малінський (1130–1145);
- Фульк Ангулемський (1146–1157);
- Аіальрік Несль (1157–1180);
- Іраклій (1180–1191). Єрусалим втрачено 1187; резиденція патріарха перенесена в Акру:

Sede vacante (1191–1194);
- Аймаро Монако де Корбіцці (1194–1202);
- Соффредо Ерріко Гаетані (1202–1204);
- Альберт Авогадро (1204–1214);
- Рауль Меренкур (1214–1225);
- Жеральд Лозаннський (1225–1238);

Sede vacante (1238–1240), Жак де Вітрі був обраний, але не розпочав виконувати свої обов'язки;
- Роберт Нантський (1240–1254);
- Жак Панталеон Кур-Пале (1255–1261), майбутній папа римський Урбан IV;
- Вільям II Еджен (1261–1270);
- Томас Аньї Косенцький (1271–1277);
- Іоанн Версальський (1278–1279);
- Еліхуа (1279–1287);
- Микола Анапс (1288–1294).

Акра втрачена 1291 року; резиденція переміщена на Кіпр, а згодом — в Рим після 1374; тільки почесні патріархи до 1847 року.
- - невідомо

- Ентоні Бек (1306–1311), також князь-єпископ Дарему в Англії з 1284 до 1310.
  - невідомо
- Францисканські кустоси (гросмейстери Ордена Святого Гробу Господнього) утримували титул з 1342 до 1830 року за Папською буллою Gratiam agimus папи римського Климента VI (якщо хтось конкретно не призначався на посаду).
- Петро Палуданус (1329–1342);
- Елі де Набіналь (1342–1348);
- Філіп де Кабассоль (помер 1372);
- Філіп Алансонський (помер 1397);
- Бертран де Шанак (?-1401?);
  - невідомо;
- Родріго де Карвахаль (1523–1539);
  - невідомо;
- Джованні Антоніо Факінетті (1572–1585), майбутній папа римський Інокентій IX;
- Шипіоне Гонзага (1585?-?);
- Франческо Ченніні де Саламандрі (1618–1645);
  - Sede vacante;
- Камілло Массімо (1653–1677);
- Бандіно Панчіатічі (1689–1698?);
- Франческо Мартеллі (1698–1717?);
  - невідомо;
- Вінсан Луї Готті (1728–1729);
- Помпео Альдрованді (1729–1734);
- Томмазо Червіні (1734–1751);
- Томмазо де Монкада (1751–1762);
- Георгіус Марія Ласкаріс (1762–1795);
  - Sede vacante (1795–1800);
- Мікеле ди П'єтро (1800–1821);
- Франческо Марія Фенці (1816–1829);
- Огастус Фосколо (1830–1847), пізніше латинський патріарх Александрійський, 1847–1860.

Відновлення резиденції латинських патріархів Єрусалима з юрисдикцією (1847).
- Джузеппе Валерга (1847–1872);
- Вінсент Брако (1872–1889);

Відновлено ієрархію латинського патріархату Єрусалима (1889).
- Луїджі П'яві (1889–1905);
  - Sede vacante (1905–1907);
- Філіпо Камассей (1907–1919);
- Луїджі Баласіна (1920–1947);
  - Sede vacante (1947–1949);
- Альберто Горі (1949–1970);
- Джакомо Джузеппе Бельтрітті (1970–1987);
- Мішель Саббах (1987–2008);
- Фуад Туаль (2008—2016);
  - Sede vacante (2016—2020)
- П'єрбаттіста Піццабалла (з 24 жовтня 2020)